# Hanna Lundkvist
Hanna Ester Lundkvist (* 17. Juli 2002 in Djurö) ist eine schwedische Fußballspielerin, die seit 2024 bei San Diego Wave FC unter Vertrag steht und 2023 erstmals in der schwedischen Fußballnationalmannschaft der Frauen spielte.

## Werdegang

### Vereine
Lundkvist begann bei Djurö-Vindö IF mit dem Fußballspielen. 2018 bestritt sie ein Spiel für AIK in der Elitettan, der zweithöchsten schwedischen Liga. Im Dezember 2018 wechselte sie zusammen mit ihrer Mitspielern Felicia Saving zu Hammarby IF. Dort war sie sofort Stammspielerin und kam 2019 und 2020 in allen Ligaspielen zum Einsatz. 2020 wurden sie hinter ihrem vorherigen Verein AIK Zweite und stiegen in die Damallsvenskan auf. In der ersten Erstligasaison wurde sie in 20 der 22 Spiele eingesetzt und belegte mit Hammarby am Ende den siebten Platz. Im Dezember 2021 erhielt sie einen Zweieinhalbjahresvertrag bei Atlético Madrid. In ihrer ersten Saison in Spanien hatte sie fünf Kurzeinsätze, in der Saison 2022/23 kam sie auf 23 Einsätze, davon elf als Einwechselspielerin.

### Nationalmannschaften
Lundkvist durchlief die schwedischen Juniorinnen-Nationalmannschaften. Mit der U17-Mannschaft nahm sie an der Qualifikation zur EM 2019 teil, scheiterte aber mit der Mannschaft in der Eliterunde. Mit der U19-Mannschaft qualifizierte sie sich im Oktober 2019 für die nächste Qualifikationsrunde zur Europameisterschaft, die im April 2020 stattfinden sollte, aber wegen der COVID-19-Pandemie wie auch die Endrunde abgesagt wurde. So kam sie 2020 in nur fünf Freundschaftsspielen der U19 zum Einsatz. Erst nach 16 Monaten, im September 2021, kam sie wieder zu Länderspieleinsätzen, nun in der U23-Mannschaft.
Im November 2022 wurde sie erstmals für Spiele der A-Nationalmannschaft nominiert.  Ihren ersten Einsatz hatte sie aber erst im Februar 2023 beim 4:1-Sieg über China, wobei sie in der Startelf stand aber nach 76 Minuten ausgewechselt wurde. Fünf Tage später wurde sie beim torlosen Remis gegen Deutschland in der 75. Minute eingewechselt. Am 7. April 2023 spielte sie bei der 0:1-Niederlage gegen Dänemark erstmals über 90 Minuten.
Nach einem weiteren Kurzeinsatz gegen Norwegen am 11. April, wurde sie am 13. Juni für die WM in Australien und Neuseeland nominiert. Am 18. Juli musste sie aber verletzungsbedingt passen. Ihre Mannschaft belegte Down Under den dritten Platz.
Da erstmals das Abschneiden bei der WM für die europäischen Teams nicht entscheidend für die Qualifikation zu den Olympischen Spielen 2024 war, hatten die Schwedinnen, die als Dritte nicht qualifiziert gewesen wären, noch die Chance sich über die UEFA Women’s Nations League 2023/24 für die Spiele in Paris zu qualifizieren. Die Schwedinnen konnten aber nur zwei Spiele gewinnen und verpassten als Gruppendritte nicht nur das Final Four Turnier, bei dem um zwei Olympiatickets gespielt wurde und verpassen damit erstmals die Olympischen Spiele. Zudem mussten sie auch in die Relegation. Hier setzten sie sich aber mit zwei 5:0-Siegen gegen Bosnien-Herzegowina durch, so dass sie in Liga A verbleiben. Lundkvist kam in vier der sechs Gruppenspiele und einem Play-off-Spiel zum Einsatz.
In der Fußball-Europameisterschaft der Frauen 2025/Qualifikation belegten die Schwedinnen hinter Frankreich und England nur den dritten Platz, so dass sie nicht direkt für die EM-Endrunde qualifiziert waren. In den Play-offs konnten sie sich aber gegen Luxemburg und Serbien durchsetzen und blieben in den vier Spielen ohne Gegentor. Lundkvist wurde in fünf der sechs Gruppenspiele und drei Play-off-Spielen eingesetzt. Am 11. Juni 2025 wurde sie für die EM-Endrunde nominiert.  Sie kam in den ersten beiden Gruppenspiel ihrer Mannschaft und im Viertelfinale zum Einsatz und schied mit ihr nach einem verlorenen Elfmeterschießen gegen Titelverteidiger England aus, war da aber schon nach einer Stunde, als die Schwedinnen noch mit 2:0 führten, ausgewechselt worden.

## Erfolge
- Spanische Pokalsiegerin 2023
- NWSL-Challenge-Cup-Siegerin 2024